# Contre-la-montre féminin aux championnats du monde de cyclisme sur route 2009
Navigation
2008 2010
Le contre-la-montre féminin des championnats du monde de cyclisme sur route 2009 a lieu le 23 septembre 2009 à Mendrisio en Suisse. Il est remporté par l'Américaine Kristin Armstrong.

## Parcours
Ce contre-la-montre consiste en deux tours d'un circuit de 13,4 km, soit une distance totale de 26,8 km, autour de Mendrisio.

## Classement
|                                    | Coureur                   | Pays                       |    | Temps          |
| ---------------------------------- | ------------------------- | -------------------------- | -- | -------------- |
| Médaille d'or, Coupe du Monde      | Kristin Armstrong         | États-Unis                 | en | 35 min 26 s 09 |
| Médaille d'argent, Coupe du Monde  | Noemi Cantele             | Italie                     | +  | 55 s 01        |
| Médaille de bronze, Coupe du Monde | Linda Villumsen           | Danemark                   |    | 58 s 25        |
| 4                                  | Judith Arndt              | Allemagne                  |    | 1 min 24 s 25  |
| 5                                  | Christiane Soeder         | Autriche                   |    | 1 min 28 s 27  |
| 6                                  | Amber Neben               | États-Unis                 |    | 1 min 29 s 74  |
| 7                                  | Tatiana Antoshina         | Russie                     |    | 1 min 31 s 75  |
| 8                                  | Tara Whitten              | Canada                     |    | 1 min 33 s 99  |
| 9                                  | Karin Thürig              | Suisse                     |    | 1 min 38 s 01  |
| 10                                 | Jeannie Longo             | France                     |    | 1 min 48 s 34  |
| 11                                 | Emma Pooley               | Royaume-Uni                |    | 1 min 57 s 07  |
| 12                                 | Trixi Worrack             | Allemagne                  |    | 2 min 2 s 55   |
| 13                                 | Alexis Rhodes             | Australie                  |    | 2 min 7 s 88   |
| 14                                 | Jessica Phillips          | États-Unis                 |    | 2 min 11 s 43  |
| 15                                 | Regina Bruins             | Pays-Bas                   |    | 2 min 14 s 70  |
| 16                                 | Diana Žiliūtė             | Lituanie                   |    | 2 min 27 s 35  |
| 17                                 | Trine Schmidt             | Danemark                   |    | 2 min 27 s 80  |
| 18                                 | Tatiana Guderzo           | Italie                     |    | 2 min 33 s 80  |
| 19                                 | Julie Beveridge           | Canada                     |    | 2 min 34 s 90  |
| 20                                 | Eleonora van Dijk         | Pays-Bas                   |    | 2 min 43 s 99  |
| 21                                 | Vicki Whitelaw            | Australie                  |    | 2 min 59 s 45  |
| 22                                 | Bridie O'Donnell          | Australie                  |    | 3 min 4 s 33   |
| 23                                 | Wendy Houvenaghel         | Royaume-Uni                |    | 3 min 22 s 95  |
| 24                                 | Alexandra Burchenkova     | Russie                     |    | 3 min 33 s 59  |
| 25                                 | Eneritz Iturriaga         | Espagne                    |    | 3 min 44 s 53  |
| 26                                 | Vilija Sereikaitė         | Lituanie                   |    | 3 min 46 s 25  |
| 27                                 | Emilia Fahlin             | Suède                      |    | 3 min 51 s 72  |
| 28                                 | Pascale Schnider          | Suisse                     |    | 4 min 8 s 12   |
| 29                                 | Giuseppina Grassi Herrera | Mexique                    |    | 4 min 14 s 44  |
| 30                                 | Iryna Shpylyova           | Ukraine                    |    | 4 min 24 s 81  |
| 31                                 | Blaža Klemenčič           | Slovénie                   |    | 4 min 27 s 85  |
| 32                                 | Verónica Leal Balderas    | Mexique                    |    | 4 min 40 s 59  |
| 33                                 | Olivia Dillon             | Irlande                    |    | 4 min 43 s 70  |
| 34                                 | Martina Ruzickova         | Tchéquie                   |    | 4 min 50 s 79  |
| 35                                 | Evgeniya Vysotskaya       | Ukraine                    |    | 4 min 58 s 95  |
| 36                                 | Nontasin Chanpeng         | Thaïlande                  |    | 6 min 15 s 50  |
| 37                                 | Kathryn Bertine           | Saint-Christophe-et-Niévès |    | 6 min 17 s 03  |
| 38                                 | Debora Galves Lopez       | Espagne                    |    | 6 min 52 s 03  |
| 39                                 | Monrudee Chapookham       | Thaïlande                  |    | 7 min 3 s 98   |
| 40                                 | Polona Batagelj           | Slovénie                   |    | 7 min 9 s 81   |
| 41                                 | Monica Ceccon             | Saint-Christophe-et-Niévès |    | 9 min 19 s 12  |

## Temps intermédiaires

### Premier temps intermédiaire
Le premier temps intermédiaire est pris au bout de 5,9 km. Seules les dix premières sont mentionnées ci-dessous.
| Rang | Coureuse          | Pays             | Temps     |
| ---- | ----------------- | ---------------- | --------- |
| 1    | Kristin Armstrong | États-Unis       | 8 min 5 s |
| 2    | Tara Whitten      | Canada           | +8 s      |
| 3    | Christiane Soeder | Autriche         | +8 s      |
| 4    | Noemi Cantele     | Italie           | +11 s     |
| 5    | Emma Pooley       | Royaume-Uni      | +12 s     |
| 6    | Linda Villumsen   | Nouvelle-Zélande | +16 s     |
| 7    | Karin Thürig      | Suisse           | +18 s     |
| 8    | Diana Žiliūtė     | Lituanie         | +18 s     |
| 9    | Amber Neben       | États-Unis       | +19 s     |
| 10   | Regina Bruins     | Pays-Bas         | +20 s     |

### Deuxième temps intermédiaire
Le deuxième temps intermédiaire est pris au bout de 13,4 km. Seules les dix premières sont mentionnées ci-dessous.
| Rang | Coureuse          | Pays             | Temps       |
| ---- | ----------------- | ---------------- | ----------- |
| 1    | Kristin Armstrong | États-Unis       | 17 min 37 s |
| 2    | Noemi Cantele     | Italie           | +22 s       |
| 3    | Linda Villumsen   | Nouvelle-Zélande | +23 s       |
| 4    | Christiane Soeder | Autriche         | +28 s       |
| 5    | Karin Thürig      | Suisse           | +34 s       |
| 6    | Tara Whitten      | Canada           | +35 s       |
| 7    | Amber Neben       | États-Unis       | +38 s       |
| 8    | Emma Pooley       | Royaume-Uni      | +44 s       |
| 9    | Judith Arndt      | Allemagne        | +45 s       |
| 10   | Jeannie Longo     | France           | +46 s       |

### Troisième temps intermédiaire
Le troisième temps intermédiaire est pris au bout de 19,3 km. Seules les dix premières sont mentionnées ci-dessous.
| Rang | Coureuse          | Pays             | Temps      |
| ---- | ----------------- | ---------------- | ---------- |
| 1    | Kristin Armstrong | États-Unis       | 26 min 2 s |
| 2    | Noemi Cantele     | Italie           | +39 s      |
| 3    | Linda Villumsen   | Nouvelle-Zélande | +41 s      |
| 4    | Christiane Soeder | Autriche         | +48 s      |
| 5    | Tara Whitten      | Canada           | +54 s      |
| 6    | Karin Thürig      | Suisse           | +1 min 0 s |
| 7    | Amber Neben       | États-Unis       | +1 min 0 s |
| 8    | Emma Pooley       | Royaume-Uni      | +1 min 6 s |
| 9    | Jeannie Longo     | France           | +1 min 6 s |
| 10   | Judith Arndt      | Allemagne        | +1 min 7 s |